# Elecciones regionales de la Toscana de 2020
Las elecciones regionales de la Toscana de 2020 tuvieron lugar en Toscana, Italia, el 20 y el 21 de septiembre de 2020. Originalmente estaban programadas para el 31 de mayo de 2020, pero fueron retrasadas debido a la pandemia de coronavirus en Italia.

## Sistema electoral
Toscana utiliza su propia legislación de 2014 para elegir su Consejo Regional. Los consejeros son elegidos en distritos provinciales por representación proporcional utilizando el método D'Hondt. El distrito electoral de Florencia se divide a su vez en 4 subconjuntos. Se permite el voto preferencial: se pueden expresar un máximo de dos preferencias para candidatos de la misma lista de partido y siempre que los dos candidatos elegidos sean de diferente sexo.
En este sistema, los partidos se agrupan en alianzas que apoyan a un candidato para el cargo de presidente de la Toscana. El candidato que recibe al menos el 40% de los votos es elegido para el puesto y su lista (o la coalición) obtiene una mayoría de 23 escaños en el Consejo Regional (24 escaños con más del 45% de los votos). Si ningún candidato obtiene más del 40% de los votos, catorce días después se lleva a cabo una segunda vuelta, donde los dos principales candidatos de la primera ronda se enfrentan entre sí. El candidato ganador obtiene entonces la mayoría en el Consejo Regional.

## Composición del consejo
Según el censo oficial italiano de 2011, los 40 escaños del Consejo que deben estar cubiertos por una representación proporcional están distribuidos entre las provincias toscanas. El número de escaños a asignar en cada provincia es el siguiente:
| AR | FI | GR | LI | LU | MS | PI | PT | PO | SI |
| -- | -- | -- | -- | -- | -- | -- | -- | -- | -- |
| 4  | 11 | 2  | 4  | 4  | 2  | 4  | 3  | 3  | 3  |

La provincia de Florencia se divide a su vez en colegios electorales más pequeños.

## Partidos y candidatos
| Partido político o alianza | Partido político o alianza                      | Listas constituyentes                                           | Listas constituyentes                           | Resultado previo | Resultado previo | Candidato         |
| Partido político o alianza | Partido político o alianza                      | Listas constituyentes                                           | Listas constituyentes                           | Votos (%)        | Escaños          | Candidato         |
| -------------------------- | ----------------------------------------------- | --------------------------------------------------------------- | ----------------------------------------------- | ---------------- | ---------------- | ----------------- |
|                            | Coalición de centroizquierda                    |                                                                 | Partido Democrático (PD) (incl. DemoS)          | 45,9             | 24               | Eugenio Giani     |
|                            | Coalición de centroizquierda                    | Italia Viva – Más Europa (IV–+Eu)                               | —                                               | —                |                  | Eugenio Giani     |
|                            | Coalición de centroizquierda                    | Izquierda Cívica Ecologista (incl. Art.1)                       | —                                               | —                |                  | Eugenio Giani     |
|                            | Coalición de centroizquierda                    | Orgullo Toscano por Giani Presidente (incl. PSI, PRI, CD e IdV) | —                                               | —                |                  | Eugenio Giani     |
|                            | Coalición de centroizquierda                    | Europa Verde (EV)                                               | —                                               | —                |                  | Eugenio Giani     |
|                            | Coalición de centroizquierda                    | Svolta! (IiC–Volt–Toscana en el Corazón)                        | —                                               | —                |                  | Eugenio Giani     |
|                            | Coalición de centroderecha                      |                                                                 | Liga Toscana (Lega)                             | 16,0             | 4                | Susanna Ceccardi  |
|                            | Coalición de centroderecha                      | Forza Italia – UDC (FI–UDC)                                     | 8,4                                             | 1                |                  | Susanna Ceccardi  |
|                            | Coalición de centroderecha                      | Hermanos de Italia (FdI)                                        | 3,8                                             | 1                |                  | Susanna Ceccardi  |
|                            | Coalición de centroderecha                      | Toscana Cívica por el Cambio (TC) (incl. Cambiamo!)             | —                                               | —                |                  | Susanna Ceccardi  |
|                            | Movimiento 5 Estrellas (M5S)                    | Movimiento 5 Estrellas (M5S)                                    | Movimiento 5 Estrellas (M5S)                    | 15,0             | 4                | Irene Galletti    |
|                            | Toscana a la Izquierda (incl. SI, PRC, PaP, SA) | Toscana a la Izquierda (incl. SI, PRC, PaP, SA)                 | Toscana a la Izquierda (incl. SI, PRC, PaP, SA) | 6,3              | 1                | Tommaso Fattori   |
|                            | Partido Comunista (PC)                          | Partido Comunista (PC)                                          | Partido Comunista (PC)                          | —                | —                | Salvatore Catello |
|                            | Partido Comunista Italiano (PCI)                | Partido Comunista Italiano (PCI)                                | Partido Comunista Italiano (PCI)                | —                | —                | Marco Barzanti    |
|                            | Movimiento 3V (M3V)                             | Movimiento 3V (M3V)                                             | Movimiento 3V (M3V)                             | —                | —                | Tiziana Vigni     |

## Encuestas

### Candidatos
| Fecha                 | Encuestadora             | Tamaño de la muestra | Giani             | Ceccardi | Galletti | Fattori | Catello | Otros | Indecisos | Dif. |     |     |   |     |   |     |
| --------------------- | ------------------------ | -------------------- | ----------------- | -------- | -------- | ------- | ------- | ----- | --------- | ---- | --- | --- | - | --- | - | --- |
| Fecha                 | Encuestadora             | Tamaño de la muestra | 28 Ago–3 Sep 2020 | Quorum   | 2.000    | 42,0    | 38,0    | Otros | Indecisos | Dif. | 8,0 | 6,0 | — | 6,0 | — | 4,0 |
| 29 Ago–2 Sep 2020     | SWG                      | 1.100                | 44,0              | 42,0     | 8,5      | 3,0     | —       | 2,5   | —         | 2,0  |     |     |   |     |   |     |
| 28 Aug–2 Sep 2020     | Demetra                  | 500                  | 43,0              | 33,0     | 11,0     | 10,0    | —       | 3,0   | —         | 10,0 |     |     |   |     |   |     |
| 27–29 Ago 2020        | EMG                      | 1.000                | 44,0              | 41,5     | 8,0      | —       | —       | 5,5   | —         | 2,5  |     |     |   |     |   |     |
| 27–28 Ago 2020        | Scenari Politici–Winpoll | 1.000                | 43,0              | 42,5     | 8,3      | —       | —       | 6,2   | —         | 0,5  |     |     |   |     |   |     |
| 25 Ago 2020           | Tecnè                    | 2,000                | 43–47             | 39–43    | 5–9      | —       | —       | 5–9   | —         | 0–8  |     |     |   |     |   |     |
| 24 Ago–2 Sep 2020     | Noto                     | —                    | 42–46             | 39–43    | 7–11     | —       | —       | 4–8   | —         | -1–7 |     |     |   |     |   |     |
| 30 Jun 2020           | EMG                      | —                    | 46,5              | 40,5     | 8,0      | —       | —       | 5,0   | —         | 6,0  |     |     |   |     |   |     |
| 29–30 Jun 2020        | Tecnè                    | 1.000                | 46,0              | 40,5     | 8,0      | —       | —       | 5,5   | 17,6      | 5,5  |     |     |   |     |   |     |
| 28 Jun 2020           | Demopolis                | —                    | 45,0              | 42,0     | 7,0      | 4,0     | —       | 2,0   | 25,0      | 3,0  |     |     |   |     |   |     |
| 26 Jun 2020           | Noto                     | 1.000                | 46,0              | 40,0     | 8,0      | —       | —       | 6,0   | —         | 6,0  |     |     |   |     |   |     |
| 29–31 de mayo de 2020 | Noto                     | 1.000                | 44,0              | 40,0     | 8,0      | 3,0     | 2,0     | 3,0   | 24,0      | 4,0  |     |     |   |     |   |     |
| 18–19 Feb 2020        | EMG                      | 1.000                | 50,0              | 40,0     | 5,5      | —       | 3,0     | 1,5   | —         | 10,0 |     |     |   |     |   |     |

#### Candidatos hipotéticos
| Fecha             | Encuestadora | Tamaño de la muestra | Giani          | Ceccardi | Otro CDX | Galletti | Otros | Indecisos | Dif.   |   |      |     |     |   |     |
| ----------------- | ------------ | -------------------- | -------------- | -------- | -------- | -------- | ----- | --------- | ------ | - | ---- | --- | --- | - | --- |
| Fecha             | Encuestadora | Tamaño de la muestra | 19–23 Dic 2019 | EMG      | –        | 48,0     | Otros | Indecisos | Dif.   | — | 40,5 | 8,5 | 3,0 | — | 7,5 |
| 48,0              | 40,0         | —                    | 19–23 Dic 2019 | EMG      | –        | 9,0      | 3,0   | —         | 8,0    |   |      |     |     |   |     |
| 48,0              | —            | 39.5                 | 19–23 Dic 2019 | EMG      | –        | 9,0      | 3,0   | —         | 8,5    |   |      |     |     |   |     |
| 28 Nov–5 Dic 2019 | SWG          | 1.000                | 44,0           | 44,0     | —        | 7,0      | 5,0   | 17,0      | Empate |   |      |     |     |   |     |
| 28 Nov–5 Dic 2019 | SWG          | 1.000                | 46,0           | 46,0     | —        | c. CSX   | 8,0   | 20,0      | Empate |   |      |     |     |   |     |

### Partidos
| Fecha                 | Encuestadora             | Tamaño de la muestra | Centroizquierda   | Centroizquierda | Centroizquierda | Centroizquierda | Centroderecha | Centroderecha | Centroderecha | Centroderecha | M5S  | Otros | Indecisos | Dif. |      |     |     |     |     |     |   |     |
| Fecha                 | Encuestadora             | Tamaño de la muestra | PD                | IV              | LS              | Other           | Lega          | FI            | FdI           | Otros         | M5S  | Otros | Indecisos | Dif. |      |     |     |     |     |     |   |     |
| --------------------- | ------------------------ | -------------------- | ----------------- | --------------- | --------------- | --------------- | ------------- | ------------- | ------------- | ------------- | ---- | ----- | --------- | ---- | ---- | --- | --- | --- | --- | --- | - | --- |
| Fecha                 | Encuestadora             | Tamaño de la muestra | 29 Ago–2 Sep 2020 | SWG             | 2.000           | Other           | 33,5          | 4,0           | —             | Otros         | 5,0  | Otros | Indecisos | Dif. | 28,0 | 5,5 | 9,0 | 0,5 | 9,0 | 5,5 | — | 5,5 |
| 28 Ago–3 Sep 2020     | Quorum                   | 2.000                | 31,9              | 5,8             | —               | 6,6             | 23,2          | 3,8           | 10,8          | 1,8           | 8,5  | 7,6   | —         | 7,7  |      |     |     |     |     |     |   |     |
| 27–29 Ago 2020        | EMG                      | 1.000                | 31,0              | 7,5             | —               | 5,5             | 24,5          | 5,0           | 10,0          | 2,0           | 8,0  | 5,5   | —         | 6,5  |      |     |     |     |     |     |   |     |
| 27–28 Ago 2020        | Scenari Politici–Winpoll | 1.000                | 22,6              | 5,7             | 7,6             | 5,7             | 24,1          | 5,4           | 11,8          | 2,5           | 8,3  | 6,3   | —         | 1,5  |      |     |     |     |     |     |   |     |
| 24–29 Jun 2020        | EMG                      | 2.000                | 31,5              | 8,0             | 2,0             | 4,0             | 25,0          | 4,0           | 11,0          | 1,5           | 8,0  | 5,0   | —         | 6,5  |      |     |     |     |     |     |   |     |
| 29–31 de mayo de 2020 | Noto                     | 1.000                | 33,0              | 6,0             | 1,5             | 4,5             | 24,0          | 4,0           | 11,5          | 3,0           | 5,0  | 7,5   | 26,0      | 9,0  |      |     |     |     |     |     |   |     |
| 18–19 Feb 2020        | EMG                      | 1.000                | 32,0              | 10,0            | 6,0             | 6,0             | 27,0          | 3,0           | 11,0          | –             | 6,0  | 5,0   | —         | 5,0  |      |     |     |     |     |     |   |     |
| 29 Dic 2019           | EMG                      | –                    | 30,0              | 7,0             | 4,0             | 4,0             | 27,0          | 6,0           | 8,0           | –             | 10,0 | 12,0  | —         | 3,0  |      |     |     |     |     |     |   |     |
| 28 Nov–5 Dic 2019     | SWG                      | 1.000                | 29,0              | 5,0             | 4,5             | 5,5             | 34,0          | 3,0           | 5,0           | 2,5           | 8,0  | 3,5   | 18,0      | 5,0  |      |     |     |     |     |     |   |     |
| 12–18 Jul 2018        | Ipsos                    | 800                  | 28,5              | —               | 3,9             | 2,3             | 29,5          | 8,4           | 4,0           | 0,2           | 21,0 | 2,2   | —         | 1,0  |      |     |     |     |     |     |   |     |

1. 1 2 3 4 5  Esta encuesta fue encargada por un partido político.
2. ↑  Antonfrancesco Vivarelli Colonna (Independiente)
3. ↑  Giovanni Donzelli (FdI)

## Resultados

Candidato a presidente más votado por comune

|                                                      |                                    |           |        |         |                                      |                            |           |        |         |  |
| Candidatos                                           | Candidatos                         | Votos     | %      | Escaños | Partidos                             | Partidos                   | Votos     | %      | Escaños |  |
|                                                      | Eugenio Giani                      | 864.310   | 48,62  | 1       |                                      | Partido Democrático        | 563.116   | 34,70  | 22      |  |
|                                                      | Eugenio Giani                      | 864.310   | 48,62  | 1       | Italia Viva – Más Europa             | 72.649                     | 4,48      | 2      |         |  |
|                                                      | Eugenio Giani                      | 864.310   | 48,62  | 1       | Izquierda Cívica Ecologista          | 48.410                     | 2,98      | –      |         |  |
|                                                      | Eugenio Giani                      | 864.310   | 48,62  | 1       | Orgullo Toscano por Giani Presidente | 47.778                     | 2,94      | –      |         |  |
|                                                      | Eugenio Giani                      | 864.310   | 48,62  | 1       | Europa Verde                         | 26.924                     | 1,66      | –      |         |  |
|                                                      | Eugenio Giani                      | 864.310   | 48,62  | 1       | Svolta!                              | 5.246                      | 0,32      | –      |         |  |
| Total                                                | Total                              | 864.310   | 48,62  | 1       | 764.123                              | 47,08                      | 24        |        |         |  |
|                                                      | Susanna Ceccardi                   | 719.266   | 40,46  | 2       |                                      | Lega Salvini Premier       | 353.514   | 21,78  | 7       |  |
|                                                      | Susanna Ceccardi                   | 719.266   | 40,46  | 2       | Hermanos de Italia                   | 219.165                    | 13,50     | 4      |         |  |
|                                                      | Susanna Ceccardi                   | 719.266   | 40,46  | 2       | Forza Italia – UDC                   | 69.456                     | 4,28      | 1      |         |  |
|                                                      | Susanna Ceccardi                   | 719.266   | 40,46  | 2       | Toscana Cívica por el Cambio         | 16.923                     | 1,04      | –      |         |  |
| Total                                                | Total                              | 719.266   | 40,46  | 2       | 659.058                              | 40,60                      | 12        |        |         |  |
|                                                      | Irene Galletti                     | 113.796   | 6,40   | 1       |                                      | Movimiento 5 Estrellas     | 113.836   | 7,01   | 1       |  |
|                                                      | Tommaso Fattori                    | 39.684    | 2,23   | –       |                                      | Toscana a la Izquierda     | 46.514    | 2,87   | –       |  |
|                                                      | Salvatore Catello                  | 17.007    | 0,96   | –       |                                      | Partido Comunista          | 17.032    | 1,05   | –       |  |
|                                                      | Marco Barzanti                     | 16.078    | 0,90   | –       |                                      | Partido Comunista Italiano | 15.617    | 0,96   | –       |  |
|                                                      | Tiziana Vigni                      | 7.668     | 0,43   | –       |                                      | Movimiento 3V              | 6.974     | 0,43   | –       |  |
|                                                      |                                    |           |        |         |                                      |                            |           |        |         |  |
| Votos válidos                                        | Votos válidos                      | 1.777.809 | 95,06  |         |                                      |                            |           |        |         |  |
| Votos en blanco                                      | Votos en blanco                    | 51.880    | 2,77   |         |                                      |                            |           |        |         |  |
| Votos nulos                                          | Votos nulos                        | 40.482    | 2,16   |         |                                      |                            |           |        |         |  |
| Votos impugnados                                     | Votos impugnados                   | 112       | 0,01   |         |                                      |                            |           |        |         |  |
| Total candidatos                                     | Total candidatos                   | 1.870.283 | 100,00 | 4       | Total partidos                       | Total partidos             | 1.623.154 | 100,00 | 37      |  |
| Votantes registrados/participación                   | Votantes registrados/participación | 2.987.881 | 62,60  |         |                                      |                            |           |        |         |  |
| Fuente: Región de la Toscana – Servicios Electorales |                                    |           |        |         |                                      |                            |           |        |         |  |

| \| Voto popular \| Voto popular \| Voto popular \| Voto popular \| Voto popular \| \| ------------ \| ------------ \| ------------ \| ------------ \| ------------ \| \| \| \| \| \| \| \| PD \| PD \| \| 34.70 % \| 34.70 % \| \| Lega \| Lega \| \| 21.78 % \| 21.78 % \| \| FdI \| FdI \| \| 13.50 % \| 13.50 % \| \| M5S \| M5S \| \| 7.02 % \| 7.02 % \| \| IV \| IV \| \| 4.48 % \| 4.48 % \| \| FI \| FI \| \| 4.28 % \| 4.28 % \| \| SCE \| SCE \| \| 2.98 % \| 2.98 % \| \| Giani \| Giani \| \| 2.94 % \| 2.94 % \| \| TaS \| TaS \| \| 2.87 % \| 2.87 % \| \| Otros \| Otros \| \| 5.46 % \| 5.46 % \| |       |  |         |         |
| Voto popular |       |  |         |         |
| |       |  |         |         |
| PD | PD    |  | 34.70 % | 34.70 % |
| Lega | Lega  |  | 21.78 % | 21.78 % |
| FdI | FdI   |  | 13.50 % | 13.50 % |
| M5S | M5S   |  | 7.02 %  | 7.02 %  |
| IV | IV    |  | 4.48 %  | 4.48 %  |
| FI | FI    |  | 4.28 %  | 4.28 %  |
| SCE | SCE   |  | 2.98 %  | 2.98 %  |
| Giani | Giani |  | 2.94 %  | 2.94 %  |
| TaS | TaS   |  | 2.87 %  | 2.87 %  |
| Otros | Otros |  | 5.46 %  | 5.46 %  |

| \| Presidente \| Presidente \| Presidente \| Presidente \| Presidente \| \| ---------- \| ---------- \| ---------- \| ---------- \| ---------- \| \| \| \| \| \| \| \| Giani \| Giani \| \| 48.62 % \| 48.62 % \| \| Ceccardi \| Ceccardi \| \| 40.46 % \| 40.46 % \| \| Galletti \| Galletti \| \| 6.40 % \| 6.40 % \| \| Fattori \| Fattori \| \| 2.23 % \| 2.23 % \| \| Otros \| Otros \| \| 2.29 % \| 2.29 % \| |          |  |         |         |
| Presidente |          |  |         |         |
| |          |  |         |         |
| Giani | Giani    |  | 48.62 % | 48.62 % |
| Ceccardi | Ceccardi |  | 40.46 % | 40.46 % |
| Galletti | Galletti |  | 6.40 %  | 6.40 %  |
| Fattori | Fattori  |  | 2.23 %  | 2.23 %  |
| Otros | Otros    |  | 2.29 %  | 2.29 %  |

| \| Porcentaje de escaños \| Porcentaje de escaños \| Porcentaje de escaños \| Porcentaje de escaños \| Porcentaje de escaños \| \| --------------------- \| --------------------- \| --------------------- \| --------------------- \| --------------------- \| \| \| \| \| \| \| \| Centroizquierda \| Centroizquierda \| \| 60.97 % \| 60.97 % \| \| Centroderecha \| Centroderecha \| \| 34.15 % \| 34.15 % \| \| M5S \| M5S \| \| 4.88 % \| 4.88 % \| |                 |  |         |         |
| Porcentaje de escaños |                 |  |         |         |
| |                 |  |         |         |
| Centroizquierda | Centroizquierda |  | 60.97 % | 60.97 % |
| Centroderecha | Centroderecha   |  | 34.15 % | 34.15 % |
| M5S | M5S             |  | 4.88 %  | 4.88 %  |

### Resultados por provincia y ciudad capital
| Provincia       | Eugenio Giani | Susanna Ceccardi | Otros          |                |               |
| --------------- | ------------- | ---------------- | -------------- | -------------- | ------------- |
| Provincia       | Florencia     | 283.573 57,42%   | Otros          | 155.492 31,48% | 54.861 11,12% |
| Pisa            | 99.871 47,65% | 86.800 41,42%    | 22.911 10,93%  |                |               |
| Lucca           | 73.329 39,73% | 93.003 50,39%    | 18.242 9,88%   |                |               |
| Arezzo          | 72.810 44,41% | 75.488 46,05%    | 15.634 9,53%   |                |               |
| Livorno         | 71.29446,18%  | 58.773 38,07%    | 24.313 15,75%  |                |               |
| Pistoia         | 61.16144,02%  | 63.703 45,85%    | 14.068 10,13%  |                |               |
| Siena           | 67.36552,60%  | 47.861 37,37%    | 12.851 10,04%  |                |               |
| Prato           | 52.61646,69%  | 48.514 43,05%    | 11.558 10,27%  |                |               |
| Grosseto        | 43.200 42,04% | 49.047 47,74%    | 10.491 10,22%  |                |               |
| Massa y Carrara | 39.091 43,92% | 40.618 45,63%    | 9.304 10,45%   |                |               |
|                 |               |                  |                |                |               |
| Total           | 864.31048,62% | 719.266 40,46%   | 194.233 10,92% |                |               |

| Ciudad   | Eugenio Giani | Susanna Ceccardi | Otros         |               |               |
| -------- | ------------- | ---------------- | ------------- | ------------- | ------------- |
| Ciudad   | Florencia     | 109.025 60,30%   | Otros         | 53.696 29,70% | 18.083 10,00% |
| Prato    | 38.794 46,85% | 35.538 42,92%    | 8.382 10,23%  |               |               |
| Livorno  | 35.547 48,36% | 24.009 32,67%    | 13.942 18,97% |               |               |
| Arezzo   | 20.595 42,02% | 24.002 49,01%    | 4.397 8,97%   |               |               |
| Pisa     | 23.04652,66%  | 16.085 36,76%    | 4.631 10,58%  |               |               |
| Pistoya  | 21.36548,54%  | 18.214 41,38%    | 4.438 10,08%  |               |               |
| Lucca    | 17.721 42,73% | 19.735 47,58%    | 4.020 9,69%   |               |               |
| Grosseto | 16.171 42,39% | 18.246 47,83%    | 3.728 9,44%   |               |               |
| Massa    | 13.598 43,98% | 13.890 44,93%    | 3.428 12,09%  |               |               |
| Siena    | 14.00751,40%  | 10.925 40,09%    | 2.321 8,51%   |               |               |

### Participación
| Región                                       | Hora       | Hora       | Hora       | Hora     |
| Región                                       | Domingo 20 | Domingo 20 | Domingo 20 | Lunes 21 |
| Región                                       | 12:00      | 19:00      | 23:00      | 15:00    |
| -------------------------------------------- | ---------- | ---------- | ---------- | -------- |
| Toscana                                      | 14,60%     | 36,29%     | 45,89%     | 62,60%   |
| Provincia                                    | Hora       | Hora       | Hora       | Hora     |
| Provincia                                    | Domingo 20 | Domingo 20 | Domingo 20 | Lunes 21 |
| Provincia                                    | 12:00      | 19:00      | 23:00      | 15:00    |
| Arezzo                                       | 13,63%     | 35,60%     | 45,50%     | 64,60%   |
| Florencia                                    | 16,60%     | 39,74%     | 49,96%     | 66,47%   |
| Grosseto                                     | 14,41%     | 33,68%     | 41,87%     | 60,87%   |
| Livorno                                      | 14,59%     | 32,87%     | 40,95%     | 57,33%   |
| Lucca                                        | 12,39%     | 32,97%     | 41,34%     | 56,64%   |
| Massa y Carrara                              | 12,22%     | 30,98%     | 39,33%     | 54,91%   |
| Pisa                                         | 15,27%     | 37,77%     | 48,65%     | 65,57%   |
| Pistoia                                      | 13,90%     | 35,77%     | 45,75%     | 61,66%   |
| Prato                                        | 15,61%     | 39,69%     | 49,79%     | 64,79%   |
| Siena                                        | 13,98%     | 36,22%     | 46,53%     | 64,84%   |
| Fuente: Región de la Toscana – Participación |            |            |            |          |